# Dianchungosaurus
Dianchungosaurus là một chi Crocodylomorpha thuộc mesoeucrocodylia sống vào thời kỳ Jura sớm tại nơi ngày nay là Trung Quốc.